# Rituals (album)
Rituals je studiové album amerického avantgardního multiinstrumentalisty Johna Zorna, vydané 22. února roku 2005. Album bylo nahrané v říjnu 2004 a produkoval ho John Zorn.

## Seznam skladeb
Všechny skladby napsal(i) John Zorn. 
| Pořadí | Název | Délka |
| ------ | ----- | ----- |
| 1.     | I     | 4:48  |
| 2.     | II    | 7:45  |
| 3.     | III   | 4:21  |
| 4.     | IV    | 5:21  |
| 5.     | V     | 4:19  |

## Sestava
- Jennifer Choi – housle
- Stephen Drury – piáno, cembalo, celeste, varhany
- Brad Lubman – dirigent
- Tara O'Connor – flétna, alt flétna, pikola
- Jim Pugliese – perkuse, zvuky větru, zvuky vody, další
- Fred Sherry – violincello
- William Winant – perkuse
- Heather Gardner – coice
- Peter Kolkay – fagot, kontrafagot
- Mike Lowenstern – klarinet, bas clarinet, eb klarinet
- Kurt Muroki – basa
- Jim Pugh – pozoun